# Outram Bangs
Outram Bangs (Watertown, Comtat de Middlesex (Massachusetts) 12 de gener del 1863 - Wareham, Comtat de Plymouth (Massachusetts) 22 de setembre del 1932) fou un zoòleg americà. Entre el 1880 i el 1884 va estudiar a la Universitat Harvard. El 1900 va esdevenir conservador del departament de mamífers del Museu d'Anatomia Comparada d'aquesta universitat. El 1906 va visitar l'illa de Jamaica i va col·leccionar milers d'espècimens de mamífers i ocells, dels quals 100 holotips. Va escriure més de 70 llibres i articles i va descriure 23 noves espècies d'ocells, tals com el guan del Cauca (Penelope perspicax), sis de les quals en col·laboració amb altres autors, com el gaig de Sichuan (Perisoreus internigrans).